# Palácio de Fontainebleau
O Palácio de Fontainebleau é um dos maiores palácios reais franceses. Fica localizado na cidade de Fontainebleau, departamento de Sena e Marne, no Norte da França. O palácio reflete, actualmente, o trabalho de vários monarcas franceses, construído a partir duma estrutura inicial de  Francisco I. O edifício estende-se em volta de uma série de pátios. A cidade de Fontainebleau cresceu ao redor do que restava da Floresta de Fontainebleau, um antigo parque de caça Real.
Este palácio introduziu na França o Maneirismo italiano, quer na decoração de interiores quer nos jardins, e transformou-o ao fazer a tradução. O Maneirismo francês na decoração de interiores do século XVI é conhecido como "Estilo Fontainebleau": este combina escultura, trabalhos em metal, pintura, estuque e trabalhos em madeira. Exteriormente introduziu o parterre de jardim. O Estilo Fontainebleau combinou pinturas alegóricas em trabalhos de rebocador moldados, onde o enquadramento era tratado como se fosse couro ou papel, cortado enrolado em pergaminhos com arabescos e grotescos. 
Os ideais da beleza feminina em Fontainbleau são Maneiristas: uma pequena e graciosa cabeça num pescoço comprido, exageradamente longos torso e braços, peitos pequenos e altos — quase um regresso às belezas do gótico tardio. Os novos trabalhos em Fontainebleau foram registados em refinadas e detalhadas gravuras que circularam entre conhecedores e artistas. 
Através das gravuras feitas pela "Escola de Fontainebleau", este novo estilo foi transmitido a outros centros do Norte da Europa, especialmente Antuérpia, Alemanha e, mais tarde, também Londres.

## História

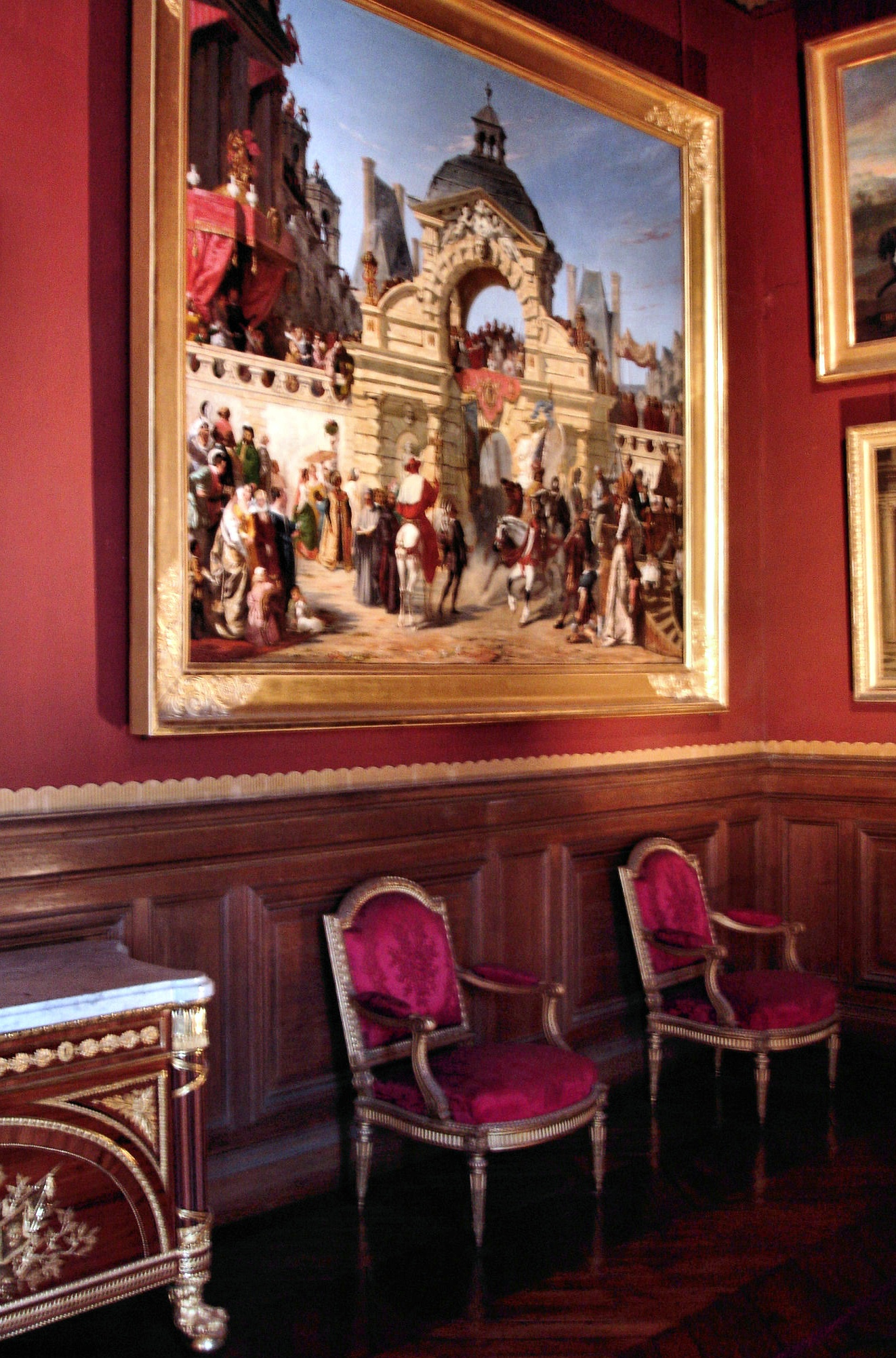
Interior

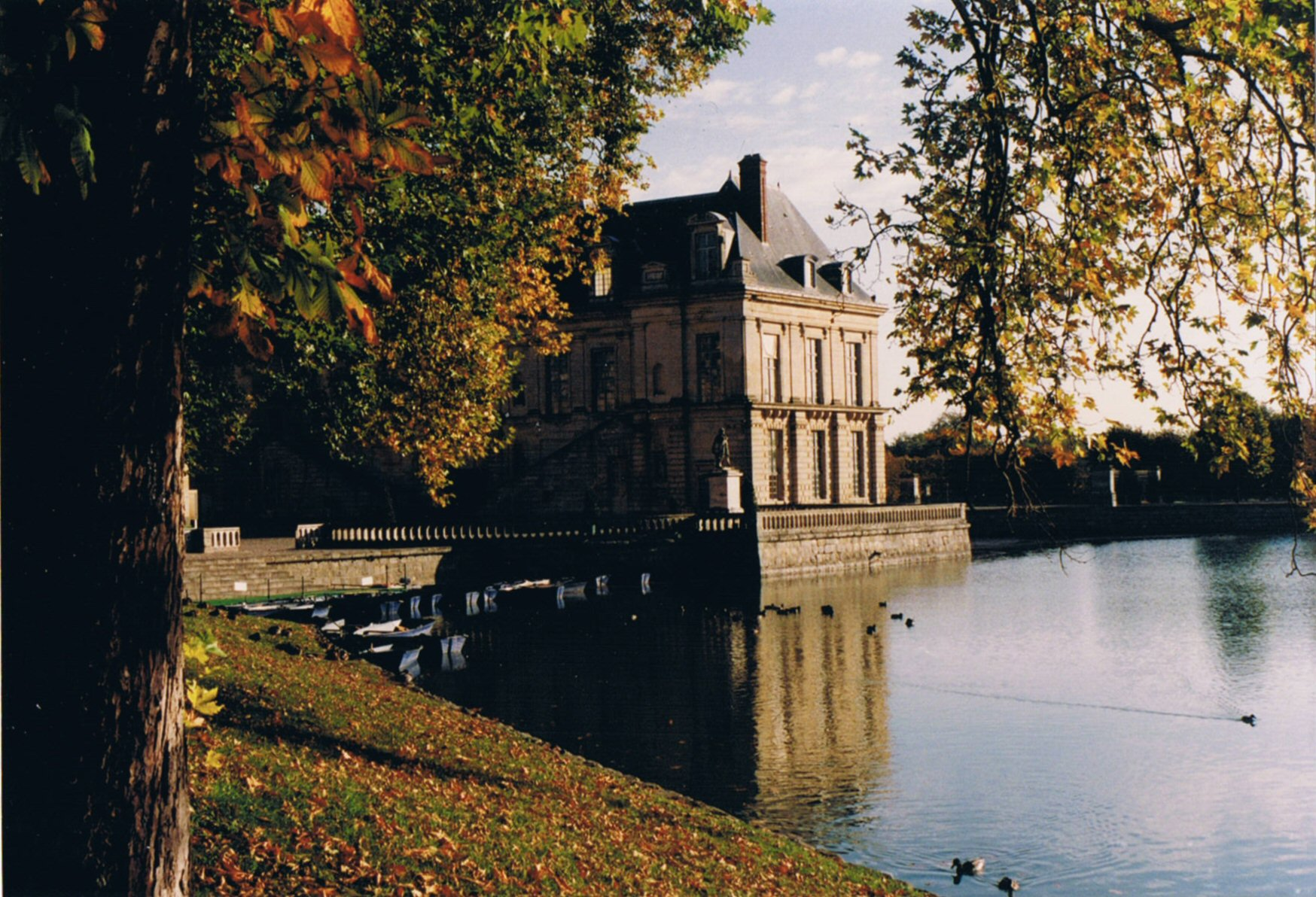
Fontainebleau visto do lago

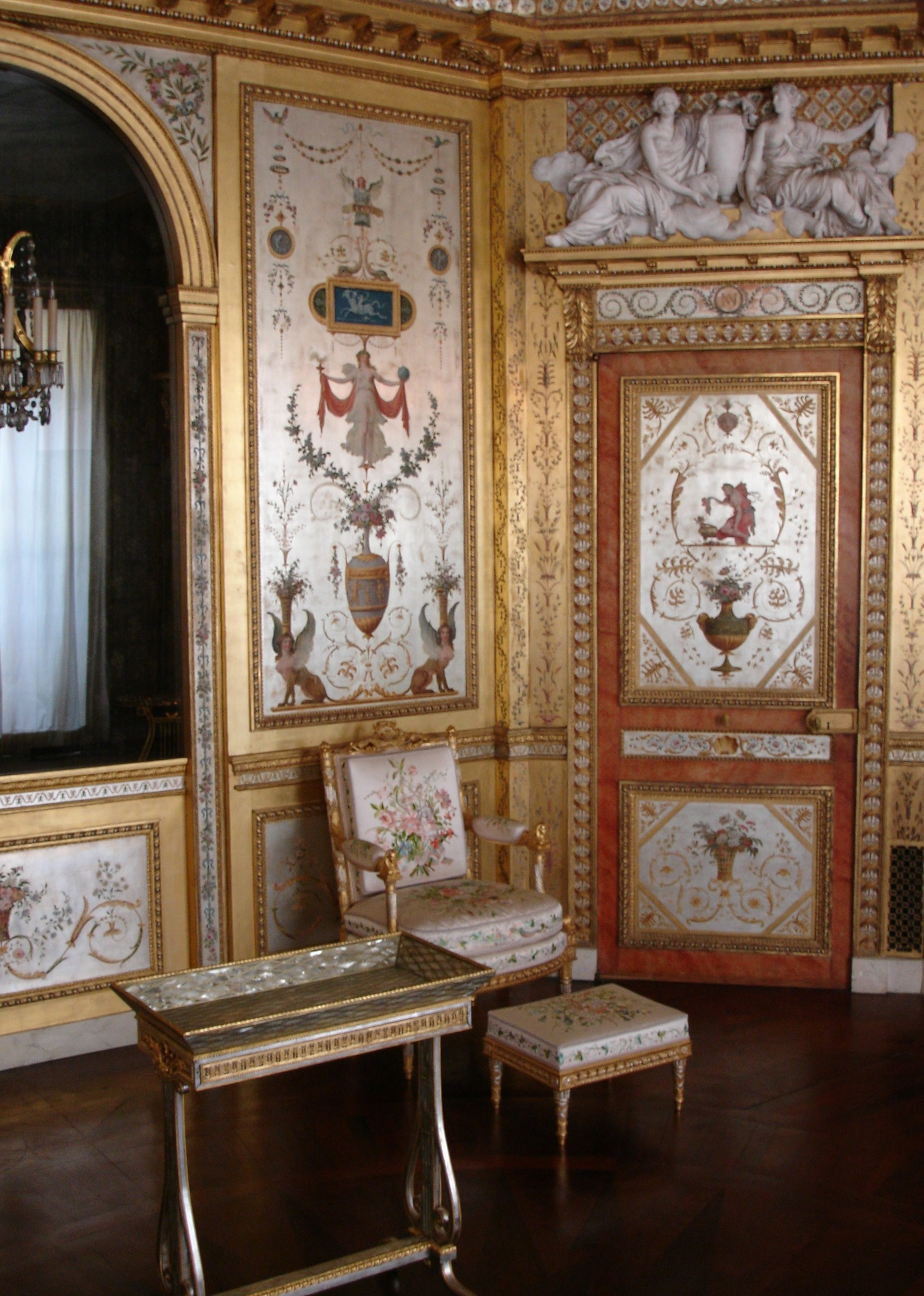
Vestiário da Rainha Maria Antonieta

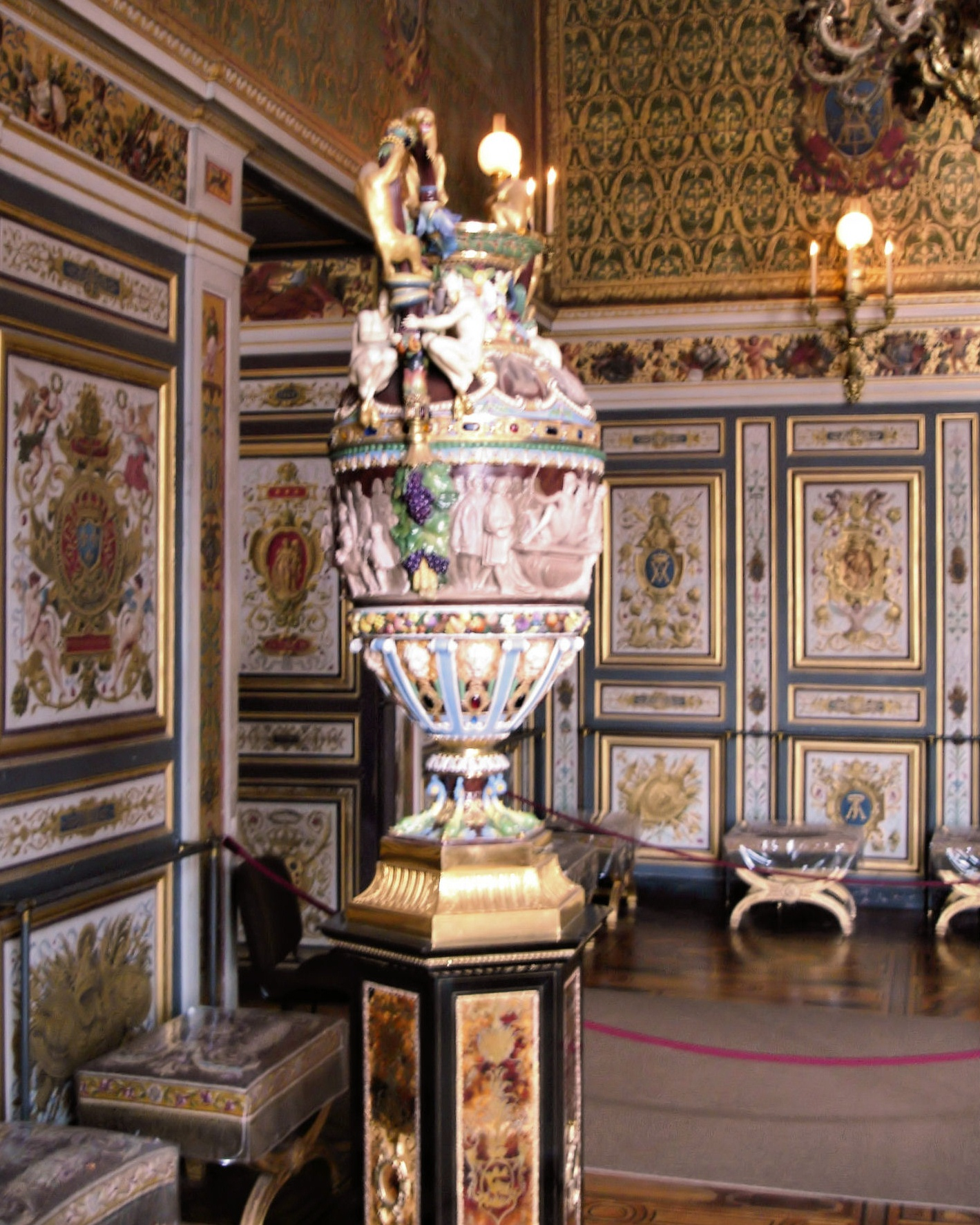

O velho castelo que se erguia neste local já era usado no final do século XII pelo Rei Luis VII, para quem Thomas Becket consagrou a capela. Fontainebleau foi uma das residências favoritas de Filipe II e de Luis IX. O criador do actual edifício foi Francisco I, para quem o arquitecto Gilles le Breton erigiu a maior parte das construções do Cour Ovale (Pátio Oval), incluindo a Porte Dorée, a sua entrada Sul. Este rei também convidou para França, Sebastiano Serlio e Leonardo da Vinci. A Galeria de Francisco I, com os seus afrescos feitos em estuque por Rosso Fiorentino, foi construída entre 1522 e 1540, sendo a primeira grande galeria decorada construída em França. De um modo geral, em Fontainebleau o Renascimento foi introduzido na França. A Salle des Fêtes, no reinado de Henrique II, foi decorada pelos pintores Maneiristas italianos, Francesco Primaticcio e Niccollo dell Abbate. A "Ninfa de Fontainebleau", de Benvenuto Cellini, encomendada para o palácio, está no Louvre.
Outra campanha de extensas construções foi levada a cabo por Henrique II e Catarina de Médici, que contrataram os arquitectos Philibert Delorme e Jean Bullant. 
Ao Fontainebleau de Francisco I e Henrique II, Henrique IV adicionou o pátio que carrega o seu nome, e ainda o Cour des Princes, com a adjacente Galerie de Diane de Poitiers e a Galerie des Cerfs, usada como biblioteca. Uma "segunda escola de decoradores de Fontainebleau", menos ambiciosa e original que a primeira, esteve envolvida nestes projectos adicionais. Henrique IV perfurou o parque florestal com um canal de 1200 m. (onde se pode pescar actualmente) e ordenou a plantação de pinheiros, olmeiros e árvores de fruta. O seu jardineiro, Claude Mollet, treinado no Château d'Anet, executou parterres. Três séculos depois o palácio entrou em decadência; durante a Revolução Francesa muito do mobiliário original foi vendido, no decurso das vendas revolucionárias do conteúdo de todos os palácios Reais, concebidas como uma forma de conseguir dinheiro para a nação e assegurar que os Bourbons não poderiam voltar aos seus confortos. Todavia, dentro de uma década o Imperador Napoleão Bonaparte, começou a transformar o Château de Fontainebleau num símbolo da sua grandeza, como uma alternativa ao vazio Palácio de Versailles, com as suas conotações Bourbon. Em Fontainebleau, Napoleão assinou a sua abdicação, com o Tratado de Fontainebleau, despediu-se da sua Velha Guarda e foi para o exílio, em 1814. Com modificações à estrutura do palácio, incluindo a entrada de cantaria suficientemente larga para a sua carruagem, Napoleão ajudou a fazer do palácio o local que os visitantes conhecem actualmente. Fontainebleau foi o cenário da Corte do Segundo Império, do seu sobrinho Napoleão III.

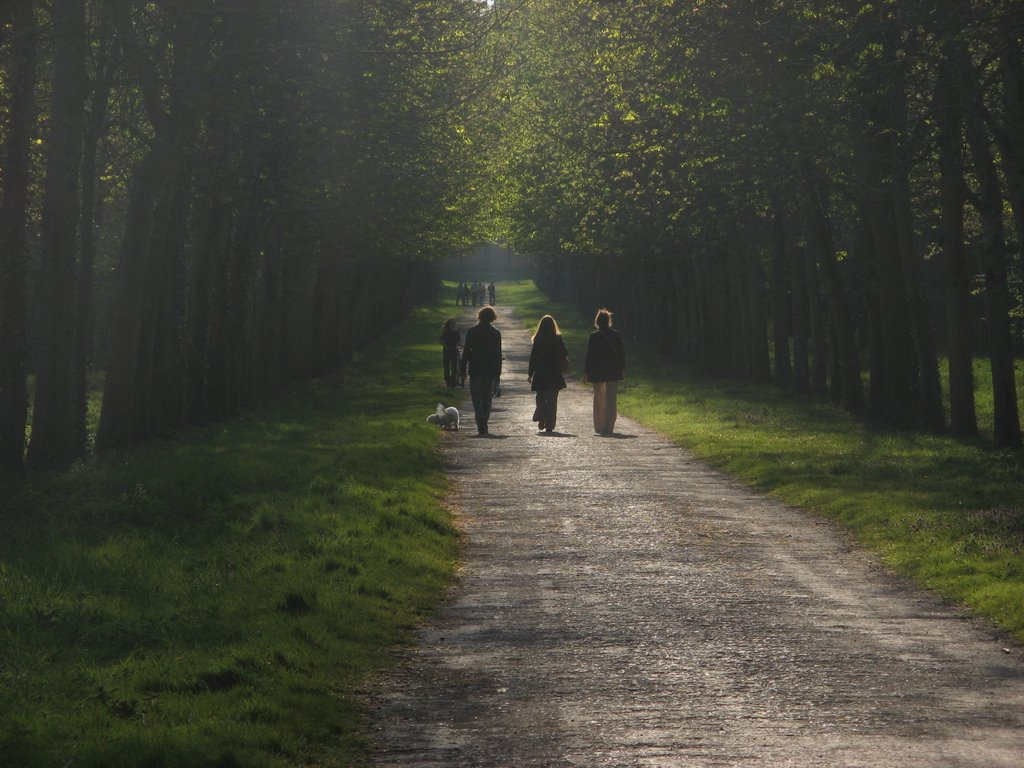
Jardins

Filipe IV, Henrique III e Luís XIII nasceram neste palácio, e o primeiro destes reis também morreu aqui. Cristina da Suécia viveu em Fontainebleau durante vários anos, depois da sua abdicação em 1654. Em 1685 Fontainebleau assistiu à assinatura do Édito de Fontainebleau, o que revogou o Édito de Nantes (1598). Hóspedes Reais dos Reis Bourbon foram instalados em Fontainebleau: Pedro I da Rússia e Cristiano VII da Dinamarca, e também, na época de Napoleão, o Papa Pio VII — em 1804 quando veio consagrar Napoleão como Imperador, e entre 1812 e 1814, quando foi seu prisioneiro. 
Atualmente, parte do palácio alberga as "Écoles d'Art Américaines", uma escola de arte, arquitetura e música para estudantes dos Estados Unidos. Preservado nos campos está o jeu de paume (quadra de tennis real) de Henrique IV. É a maior quadra de ténis deste género no mundo, e uma das poucas de propriedade pública.
Em 1981, o Palácio de Fontainebleau foi classificado Patrimônio Mundial pela UNESCO.

## Jardins
O parque cobre uma área de quase 80 hectares e foi criado por Henrique IV, que desmatou parte da Floresta de Fontainebleu entre 1606 e 1609. Luís XIII de França já passeou de Galé nos canais do parque instalados no século XVI.

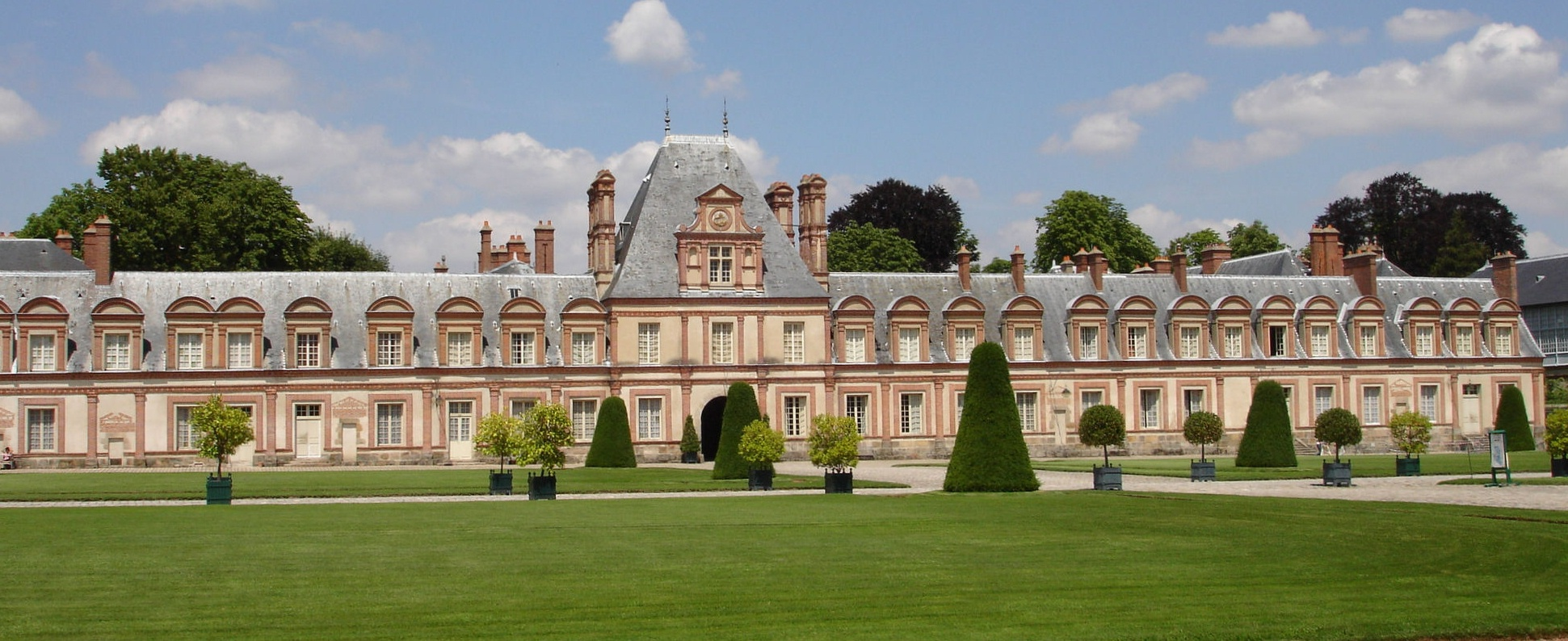
Parte esquerda do Pátio de Honra.